# Municipio de Franklin (condado de Des Moines)
El municipio de Franklin (en inglés: Franklin Township) es un municipio ubicado en el condado de Des Moines en el estado estadounidense de Iowa. En el año 2010 tenía una población de 752 habitantes y una densidad poblacional de 8,01 personas por km².

## Geografía
El municipio de Franklin se encuentra ubicado en las coordenadas 40°56′10″N 91°12′4″O / 40.93611, -91.20111. Según la Oficina del Censo de los Estados Unidos, el municipio tiene una superficie total de 93.93 km², de la cual 93,86 km² corresponden a tierra firme y (0,07 %) 0,07 km² es agua.

## Demografía
Según el censo de 2010, había 752 personas residiendo en el municipio de Franklin. La densidad de población era de 8,01 hab./km². De los 752 habitantes, el municipio de Franklin estaba compuesto por el 99,2 % blancos, el 0,27 % eran afroamericanos, el 0,27 % eran asiáticos y el 0,27 % eran de una mezcla de razas. Del total de la población el 0,8 % eran hispanos o latinos de cualquier raza.